# بيتر (اسم)
بيتر (بالإنجليزية: Peter)‏ وهو اسم علم مذكر غربي مقدس عند المسيحيين يشير إلى القديس بطرس أحد تلاميذ المسيح الرئيسيين ومؤسس الكنيسة حسب اعتقاد الكاثوليك، بطرس هو اسم يوناني معناه الحجر، وهذا الاسم شائع في الولايات المتحدة و المملكة المتحدة و ألمانيا.

## في اللغات الأخرى
- لغة إيطالية بيترو، بييرو
- لغة فرنسية بيير
- لغة إسبانية بيدرو
- لغة ألمانية بيتر
- لغة بولندية بيوتر
- لغة روسية بيوتر
- لغة يونانية بيتروس
- لغة سريانية بطرس
- لغة فارسية بيدرام
- لغة أيرلندية بيادراس، بياراس
- لغة برتغالية بيدرو، بيرو

## الشخصيات
- بيتر كراوتش لاعب كرة قدم إنجليزي.
- بيتر دنكليج ممثل أمريكي.
- بيتر فالك ممثل أمريكي.
- بيتر سلرز ممثل بريطاني.
- بيتر ريفسون سائق سباقات سيارات أمريكي.
- بيتر ديباي فيزيائي وكيميائي هولندي ألماني أمريكي.
- بيتر مدور طبيب برازيلي بريطاني من أصل لبناني.
- بيتر أوتول ممثل أيرلندي.
- بيتر أغري بيولوجي أمريكي.
- بيتر أوليري حكم كرة قدم نيوزلندي.
- بيتر أرنتز لاعب كرة قدم هولندي.
- بيتر أيزنمان معماري أمريكي.
- بيتر أوديموينغي لاعب كرة قدم نيجيري.
- بيتر أبلار فيلسوف فرنسي.
- بيتر أنيت فيلسوف إنجليزي.
- بيتر أربو رسام نرويجي.
- بيتر بيروش لاعب كرة ماء مجري.
- بيتر بيكسل كاتب سويسري ألماني.
- بيتر بيكاريك لاعب كرة قدم سلوفاكي.
- بيتر برينديرغاست حكم كرة قدم جمايكي.
- بيتر بيردسلي لاعب كرة قدم إنجليزي.
- بيتر بول روبنس رسام بلجيكي.
- بيتر بلاتزر لاعب كرة قدم نمساوي.
- بيتر بودارت طبيب وبيولوجي هولندي.
- بيتر بيرنز معماري ألماني.
- بيتر بيرغ ممثل مخرج إنجليزي.
- بيتر بينيسن سياسي بريطاني.
- بيتر تشيك لاعب كرة قدم تشيكي.
- بيتر توش مغني جمايكي.
- بيتر تايلور لاعب ومدرب كرة قدم إنجليزي.
- بيتر جاكسون مخرج سينمائي نيوزلندي.
- بيتر جينينغز إعلامي أمريكي.
- بيتر جثين سائق فورمولا ون بريطاني.
- بيتر دوهرتي جراح أسترالي.
- بيتر دراكر اقتصادي نمساوي أمريكي.
- بيتر دايموند اقتصادي إنجليزي.
- بيتر دينيس هيل وود رجل أعمال بريطاني.
- بيتر ريد لاعب كرة قدم إنجليزي.
- بيتر ريفسون سائق فورمولا ون أمريكي.
- بيتر روز لاعب بيسبول أمريكي.
- بيتر رينيه باومان موسيقي سويسري.
- بيتر زيمن فيزيائي هولندي.
- بيتر زومثور معماري سويسري.
- بيتر سنيل عداء نيوزلندي.
- بيتر سلرز ممثل بريطاني.
- بيتر سيمون بالاس بيولوجي ألماني روسي.
- بيتر سارسجارد ممثل أمريكي.
- بيتر سيجال مخرج أمريكي.
- بيتر ستورمار ممصل سويدي.
- بيتر ساجان دراج سلوفاكي.
- بيتر شمايكل لاعب كرة قدم دنماركي.
- بيتر شيلتون لاعب كرة قدم إنجليزي.
- بيتر شور رياضياتي أمريكي.
- بيتر شراير مصمم سيارات ألماني.
- بيتر غرونبيرغ فيزيائي ألماني.
- بيتر غابرييل موسيقي وكاتب بريطاني.
- بيتر غالاغر ممثل أمريكي.
- بيتر غريست صحفي أمريكي.
- بيتر غالوتشي لاعب كرة قدم مجري.
- بيتر فايس رسام وكاتب ألماني سويدي.
- بيتر فينش ممثل أسترالي.
- بيتر فان دن هوغنباند سباح هولندي.
- بيتر فورسكول بيولوجي سويدي.
- بيتر فينك حكم كرة قدم هولندي.
- بيتر فانسيلي ممثل أمريكي.
- بيتر فان موشنبروك فيزائي هولندي.
- بيتر كويوت ممثل أمريكي.
- بيتر كابيتزا فيزيائي روسي.
- بيتر كراوس ممثل أمريكي.
- بيتر كارل فابرجيه صانع مجوهرات ورجل أعمال روسي.
- بيتر كروبوتكين جغرافي وفيلسوف روسي.
- بيتر كارتين مجرم ألماني.
- بيتر كولينز سائق فومولا ون بريطاني.
- بيتر كويكه فان أيلست رسام بلجيكي.
- بيتر لاكس رياضياتي مجري أمريكي.
- بيتر لوكسان لاعب كرة قدم فرنسي.
- بيتر لور ممثل نمساوي مجري أمريكي.
- بيتر لوكزاك لاعب كرة مضرب أسترالي.
- بيتر لوندغرين لاعب كرة مضرب سويدي.
- بيتر لوتينبيرجير دراج نمساوي.
- بيتر ميتشل كيميائي بريطاني.
- بيتر مانسفيلد طبيب بريطاني.
- بيتر موور رجل أعمال بريطاني.
- بيتر منساه ممثل غاني كندي.
- بيتر مايهيو ممثل بريطاني.
- بيتر موتاريكا سياسي ملاوي.
- بيتر ناور عالم حاسوب وفلكي دنماركي.
- بيتر نيميير لاعب كرة قدم ألماني.
- بيتر ناداس كاتب ومسرحي مجري.
- بيتر هيغز فيزيائي بريطاني.
- بيتر هوخشورنر مجدف كانو كاياك سلوفاكي.
- بيتر هاندكه كاتب ومترجم نمساوي ألماني.
- بيتر هانسون لاعب كرة قدم سويدي.
- بيتر هيامس مخرج وكاتب إنجليزي.
- بيتر هيتشنز كاتب وصحفي بريطاني.
- بيتر وينينج دراج ناري هولندي.
- بيتر وايتهيد سائق فورمولا ون بريطاني.
- بيتر ييراتشيك لاعب كرة قدم تشيكي.

### شخصيات خيالية
- بيتر بان
- بيتر باركر مجسد شخصية سبايدر مان.
- بيتر بيتيغرو أحد شخصيات هاري بوتر.
- بيتر غريفن أحد شخصيات فاميلي غاي.